# Pau Güell i Roig
Pau Güell i Roig (Torredembarra, 20 de setembre de 1769 - 29 de juny de 1837), comerciant.
Fill de Pau Güell i Roig, pagès, i de Maria Roig i Casals de Torredembarra i el pare de Joan Güell i Ferrer. Emigrà a l'illa de Santo Domigo on es feu ric però les contínues revoltes a l'illa l'arruïnaren, cosa que va fer que tornés a Catalunya.

## Família
Pau Güell és pare de Joan Güell i avi d'Eusebi Güell, I comte de Güell. Alhora, és besavi d'Isabel Güell, Maria Lluïsa Güell, Joan Antoni Güell, II comte de Güell, Eusebi Güell, II vescomte de Güell, i Santiago Güell, I baró de Güell. També és rebesavi d'Eusebi Güell i Jover, III marquès de Gelida, i quadravi de Carles Güell de Sentmenat.
És ressogre de Josep Ferrer-Vidal i Soler, I marquès de Ferrer-Vidal.